# 中国洛阳伏牛山滑雪旅游节
中国洛阳伏牛山滑雪旅游节是中国滑雪协会、河南省体育局联同洛阳市人民政府主办，栾川县人民政府承办的冬季旅游运动类节会。是洛阳四大节会之一。洛阳伏牛山滑雪旅游节始办于2004年，依托伏牛山滑雪度假乐园，洛阳伏牛山滑雪旅游节已经逐渐发展为洛阳冬季旅游品牌。
洛阳伏牛山滑雪度假乐园是国家4A级旅游景区。